# 柳儉
柳俭（530年—618年），字道约，河东郡解县（今山西省永济市东北）人，北魏司州大中正、相州华州二州刺史柳元章之孙，北周闻喜令柳裕之子。
柳俭有器量，立德修行清苦，被州里所敬重，即使是亲近的人，也不敢轻侮他。北周时历任宣纳上士、畿伯大夫。隋文帝即位，擢升为水部侍郎，封率道县伯。不久，出任广汉郡太守，很有能干的名声。不久郡废。当时隋文帝初有天下，励精图治，简选良材，出任地方官，柳俭以仁明著称，擢拜为蓬州刺史。狱讼的人当庭释放，不设文书案卷，约束佐史，只是从容。狱中没有囚犯。蜀王杨秀当时镇守益州，报告了柳俭的事迹，转任邛州刺史。在职十余年，华夷心悦诚服。蜀王杨秀获罪，柳俭因为与他交往，被免职。回到乡里，乘破车瘦马，妻儿衣食都不充裕，见到的人都表示叹服。隋炀帝嗣位，征召他。当时以功臣任职，担任地方官，并带军功，只有柳俭起自清官。隋炀帝嘉赏了他的功绩，用特授朝散大夫，拜为弘化郡太守，赐织物一百段，派走他。柳俭清节更加严格。大业五年入朝，地方官员都到了，隋炀帝问纳言苏威、吏部尚书牛弘：“其中清廉之名为天下第一的是谁？”苏威等回答柳俭。隋炀帝又问其次是谁，苏威回答是涿郡丞郭绚、颍川郡丞敬肃等二人。隋炀帝赐柳俭帛二百匹，郭绚、敬肃各一百匹。令天下朝集使送至郡官邸来表彰。时论称美。大业末年，反隋起事军蜂起，多次攻打弘化郡（今甘肃省庆阳市）。柳俭安抚结纳华夷，最终没有离叛，弘化得以保全。李渊起兵至长安，尊立隋恭帝，柳俭与留守李粲在弘化身穿缟素，南向痛哭。不久回到京师长安，相国李渊赐柳俭织物三百段，就地拜任上大将军。一年后，在家中去世，时年八十九岁。

## 延伸阅读
[在维基数据编辑]
 《隋書·卷73》，出自魏徵《隋书》